# رونی باکاله
رونی باکاله (به انگلیسی: Rony Bakale) (زادهٔ ۶ اکتبر ۱۹۸۷) شناگر اهل جمهوری کنگو است.